# Landesjugendamt
Die Landesjugendämter sind in der Struktur der Jugendhilfe in Deutschland überörtliche Träger der Jugendhilfe. Die Landesjugendämter können beim Land als Abteilung des für Jugend zuständigen Ministeriums bzw. der entsprechenden Senatsverwaltung (z. B. Berlin) angesiedelt sein. In Nordrhein-Westfalen ist es eine Behörde der Landschaftsverbände. Die Landesjugendämter sind in der Bundesarbeitsgemeinschaft Landesjugendämter zusammengeschlossen. Das  SGB VIII erwähnt sie als „überörtliche Träger“. Der Begriff „Jugendamt“ wird sprachlich im Allgemeinen nicht für Landesjugendämter verwendet, sondern nur für Jugendämter auf kommunaler (Berlin: bezirklicher) Ebene.
Staatliche Aufgaben, für die eigentlich das Landesjugendamt zuständig wäre, können auch an bestimmte Institutionen übertragen werden. So ist z. B. in Bayern der Bayerische Jugendring (BJR) als Körperschaft des öffentlichen Rechts mit entsprechenden Aufgaben (z. B. der finanziellen Förderung der Jugendarbeit aus den Mitteln des Jugendprogramms der Bayerischen Staatsregierung) betraut. Daraus ergibt sich ein besonderes Rechtsverhältnis zwischen Jugendring und Staat, das sich u. a. in der Rechtsaufsicht des Bayerischen Kultusministeriums über den BJR widerspiegelt.

## Geschichte
Die Entstehung von Landesjugendämtern geht auf das 1922 verabschiedete und 1924 in Kraft getretene Reichsjugendwohlfahrtsgesetz (RJWG) zurück. Es sah verbindlich die Einrichtung von Landesjugendämtern vor. Durch die Inflationskrise wurde diese dann in das Ermessen der Länder gelegt. Preußen gab diese Entscheidung an die Provinzparlamente weiter. In der Folge entstanden in den meisten Ländern und preußischen Provinzialverbänden Landesjugendämter. Sie waren wie die örtlichen Jugendämter als „kollegiale Behörden“ konzipiert, deren stimmberechtigte Mitglieder sich aus den leitenden Beamten und aus in der Jugendwohlfahrt erfahrenen Personen zusammensetzte, die wiederum von den freien Vereinigungen der Jugend- und Wohlfahrtspflege vorgeschlagen wurden.
In der NS-Zeit wurden die Landesjugendämter organisatorisch gleichgeschaltet und auch inhaltlich nationalsozialistisch ausgerichtet: Einerseits betraf dies die vielfältige Unterstützung von Aktivitäten der Hitlerjugend, andererseits den Einbruch der sog. „Rassenhygiene“ in die Jugendfürsorge. „Erbkranke“, „gemeinschaftsunfähige“ und „nichtarische“ Kinder und Jugendliche wurden unter Mitwirkung der Landesjugendämter zwangssterilisiert, in „Bewahrungsabteilungen“ und „Jugendkonzentrationslagern“ untergebracht und zum Teil sogar ermordet.
In den ersten Nachkriegsjahren bildete vor allem die Bekämpfung der allgemeinen physischen und psychischen Notlagen Jugendlicher den Schwerpunkt der Arbeit der Landesjugendämter. Das RJWG-Änderungsgesetz von 1953 übernahm die kollegiale Verfassung der Landesjugendämter, weitete aber deren Aufgabenspektrum erheblich aus und etablierte sie bundesweit als Beratungs- und Aufsichtsbehörden.

## Aufgaben
Die Aufgaben von Landesjugendämtern (bezeichnet als überörtliche Träger) ergeben sich aus § 85 Abs. 2 SGB VIII (Kinder- und Jugendhilfe) und sind dort im Einzelnen geregelt. Hierzu gehören:
1. die Beratung der örtlichen Träger und die Entwicklung von Empfehlungen zur Erfüllung der Aufgaben nach dem SGB VIII – Kinder- und Jugendhilfe –
2. die Förderung der Zusammenarbeit zwischen den örtlichen Trägern der freien Jugendhilfe, insbesondere bei der Planung und Sicherstellung eines bedarfsgerechten Angebots an Hilfen zur Erziehung und Hilfen für junge Volljährige
3. die Anregung und Förderung von Einrichtungen, Diensten und Veranstaltungen sowie deren Schaffung und Betrieb, soweit sie den örtlichen Bedarf übersteigen; dazu gehören insbesondere Einrichtungen, die eine Schul- oder Berufsausbildung anbieten, sowie Jugendbildungsstätten
4. die Planung, Anregung, Förderung und Durchführung von Modellvorhaben zur Weiterentwicklung der Jugendhilfe
5. die Beratung der örtlichen Träger bei der Gewährung von Hilfen nach den §§ 32 bis 35 a, insbesondere bei der Auswahl einer Einrichtung oder der Vermittlung einer Pflegeperson in schwierigen Einzelfällen
6. die Wahrnehmung der Aufgaben zum Schutz von Kindern und Jugendlichen in Einrichtungen (§§ 45 bis 48a)
7. die Beratung der Träger von Einrichtungen während der Planung und Betriebsführung
8. die Fortbildung von Mitarbeitern in der Jugendhilfe
9. die Gewährung von Leistungen an Deutsche im Ausland (§ 6 Abs. 3) soweit es sich nicht um die Fortsetzung einer bereits im Inland gewährten Leistung handelt
10. die Erteilung der Erlaubnis zur Übernahme von Pflegschaften, Vormundschaften oder Beistandschaften durch einen rechtsfähigen Verein (§ 54)